# Adrian Ross
Adrian Ross, född Arthur Reed Ropes 23 december 1859, död 10 september 1933, var en engelsk librettoförfattare och sångtextförfattare. Han var en flitig författare av musikkomedier, totalt mer än 60, under slutet av 1800- och början av 1900-talet. Flera av hans verk spelades under mycket lång tid i West End.